# Polikarpov I-1
El Polikárpov I-1 (en ruso: Поликарпов И-1) fue un caza monoplano monomotor soviético, el primero de diseño y construcción completamente nacional, fue diseñado por el ingeniero Nikolái Polikárpov, más tarde director de la oficina de diseño homónima (OKB), desarrollado en la Unión Soviética a principios de la década de 1920. Tuvo que ser rediseñado después del accidente que sufrió el primer prototipo durante las pruebas de vuelo y finalmente se ordenó su producción en pequeñas cantidades, pero nunca fue aceptado oficialmente para el servicio en la Fuerza Aérea Soviética.

## Desarrollo
El I-1 (I = Istrebitel o caza) era un avión de madera de un solo asiento y ala baja. El primer prototipo, conocido como IL-400, se diseñó en torno al motor Liberty L-12 de 400 caballos (405,5 CV). Utilizaba el radiador y la hélice del Airco DH.9A. El fuselaje y las alas se cubrieron con una mezcla de madera contrachapada y tela. El tren de aterrizaje estaba arriostrado con cables y las puntas de las alas estaban protegidas por patines curvos tubulares. En su vuelo inaugural el IL-400, el 15 de agosto de 1923, el avión entró en pérdida y se estrelló porque su centro de gravedad estaba demasiado atrás en la cola.
Después de la destrucción del primer prototipo, se construyó un segundo prototipo, designado como IL-400bis o IL-400B, pero tuvo que ser rediseñado para solucionar el problema del centro de gravedad. Se diseñó una nueva ala de aluminio más delgada y se ampliaron el plano de cola y el estabilizador vertical. La cabina y el motor se movieron hacia adelante y el radiador se reemplazó por uno tipo Lamblin. Hizo su primer vuelo el 18 de julio de 1924 y se autorizó su producción el 15 de octubre como I-1.
En total, se construyeron treinta y tres unidades, pero el primer avión de producción todavía era un prototipo. La cubierta de aluminio se reemplazó por otra de madera contrachapada, el radiador se cambió por uno de tipo panal y se instalaron dos ametralladoras PV-1 sincronizadas de 7,62 mm. Los aviones de producción diferían entre sí y todos se utilizaron para la realización de pruebas.  Estas pruebas demostraron que el I-1 no se recuperaba fácilmente de un trompo y el piloto de pruebas Mijaíl Grómov se vio obligado a realizar el primer salto en paracaídas durante uno de estos incidentes el 23 de junio de 1927. Debido a estos problemas, el avión nunca entró en servicio operativo.

## Operadores
Unión Soviética
- Fuerza Aérea Soviética

## Especificaciones
Referencia datos: The Osprey Encyclopedia of Russian Aircraft 1875-1995

### Características generales
- Tripulación: 1
- Longitud: 7,8 m
- Envergadura: 10,8 m
- Altura: 2,95 m
- Superficie alar: 20 m2
- Peso vacío: 1112 kg
- Peso máximo al despegue: 1510 kg
- Planta motriz: 1× Motor de pistón V-12 refrigerado por líquido Liberty L-12.
  - Potencia: 400 kW (551 HP; 544 CV)
- Hélices: 1× Bipala de paso fijo por motor.

### Rendimiento
- Velocidad nunca excedida (Vne): 270 km/h
- Alcance: 650 km (351 nmi; 404 mi)
- Radio de acción: 2,5 h
- Techo de vuelo: 6750 m
- Régimen de ascenso: 1,9 minutos hasta 1000 m
- Carga alar: 75 kg/m² (15,4 lb/ft²)
- Potencia/peso: 0,295 kW/kg (0,179 hp/lb)

### Armamento
- Ametralladoras: 2× PV-1 de 7,62 mm